# Min väg, mina val
Min väg, mina val är en självbiografisk bok av Göran Persson, socialdemokratisk statsminister 1996-2006, utgiven på Albert Bonniers Förlag 2007. Boken är skriven på en enkel prosa. Den är illustrerad med många foton i svartvitt.